# Ana Rosa Gattorno
Ana Rosa Gattorno (Gênova, 14 de outubro de 1831 — Roma, 6 de maio de 1900), foi uma religiosa italiana. Criou a ordem dos Filhos de Santa Ana.

## Biografia
Nascida em 14 de outubro de 1831, em Gênova, Itália, foi batizada Rosa Maria Benedetta (Rosa Maria Benedita) no mesmo dia. Em 1852, com 21 anos, contraiu matrimónio com Jerónimo Custo, seu primo, e mudou-se para Marselha, França. Deste casamento nasceram três filhos.
Em vista de problemas financeiros, a família retornou a Génova. Neste período, sua filha teve uma doença repentina que o deixou surda-muda. Passados apenas seis anos de seu casamento, seu marido vem a falecer em 9 de março de 1858. Seu último filho também morre, logo depois de Rosa tornar-se viúva.
Estes acontecimentos culminaram no que a religiosa chamou de sua "conversão", que passou a dedicar-se aos cuidados dos necessitados, visitando asilos, hospitais e onde havia pessoas necessitadas do amor de Deus.
Tomou os votos perpétuos de castidade e obediência a 8 de dezembro de 1858, e depois professou também o voto de pobreza, como terciária franciscana. Em 1862, recebeu o dom dos estigmas ocultos.
Ana Rosa Gattorno fundou a congregação religiosa Família da Santa Mãe de Maria Imaculada, da qual se tornou freira a 26 de julho de 1867, sendo que a 8 de abril de 1870 emitiu a profissão, com outras doze religiosas.
Fundou, na cidade de Piacenza, o Instituto das Filhas de Sant'Ana, dedicando-se a servir os outros. Na audiência do ano de 1866, Pio IX, confortando-a, tinha dito à Rosa: "O teu Instituto se estenderá rapidamente como o vôo de pomba em todas as partes do mundo". E a profecia do Papa se realiza plenamente: pois rapidamente afluem a Piacenza numerosas jovens que querem seguir a Fundadora.
Madre Rosa tinha o desejo de ser missionária e dar a conhecer a sua religião.
Morreu no dia 6 de maio de 1900, na Casa Geral das Filhas de Sant'Ana em Roma, sendo aclamada Santa por todos que  a conheceram.
Para comemorar os 90 anos da morte de Rosa, foi criado um Instituto de Sacerdote: os Filhos de Sant'Ana. Segundo alguns crentes, Rosa teve uma visão, em que profetizava a criação desta instituição.
Hoje, o Instituto das Filhas de Sant'Ana, conta com membros do mundo inteiro.

## O Carisma de Madre Rosa
A vontade do Senhor porém não deixava de manifestar-se com sinais 'sempre mais evidentes, finalmente a prova maravilhosa da fecundidade do carisma da Família de Sant'Ana com o desabrochar dos "novos ramos" que constituem esta grande família:
- Movimento da Esperança;
- Instituto Secular Filhas de Sant'Ana;
- Irmãs Contemplativas;
- Filhos de Sant'Ana.

A 28 de junho de 1998, com a promulgação do Decreto sobre a heroicidade das virtudes, Sua Santidade João Paulo II declarava Venerável a Serva de Deus Ana Rosa Gattorno. A 28 de junho de 1999, na presença do próprio Santo Padre, declarava-se solenemente; "foi aprovado o milagre operado por Deus por intercessão da Venerável Serva de Deus, Ana Rosa Gattorno".
E finalmente a 9 de abril de 2000, coincidindo com a celebração do centenário do seu ingresso ao céu, a Venerável Ana Rosa Gattorno foi proclamada Beata e inscrita na glória dos santos numa explosão de júbilo que da Praça de São Pedro se expandia em direção a todos os cinco continentes.